# Shane Rangi
Shane Rangi (* 3. Februar 1969 in Neuseeland) ist ein neuseeländischer Stuntman und Filmschauspieler.

## Leben
Rangi hat in jedem der drei Herr-der-Ringe-Filme als Stuntman mitgewirkt. Meist war er dabei ein Double für einen Uruk-hai. Regisseur Peter Jackson war von ihm so überzeugt, dass er sowohl in Teil 1 (Hexenkönig) als auch Teil 3 (Haradrim-Anführer) als Schauspieler vor die Kamera durfte.
Zuletzt wirkte der 193 Zentimeter große Hüne als General Otmin in Die Chroniken von Narnia: Der König von Narnia mit, allerdings konnte man ihn unter seiner Minotaurenmaske nicht erkennen. 2012 übernahm er die Stunts und die Hauptrolle als Satyr Hylinus in dem 2013 anlaufenden Thriller Dark Hollow. Bei der Verfilmung des Brian Keene Buches, arbeitete er erneut mit Paul Campion zusammen, der bei Der Herr der Ringe als Matte Künstler bereits mit Rangi zusammenarbeitete.
Außerdem arbeitete Rangi eng mit Weta Workshop zusammen und konnte so für Der Herr der Ringe sowie für I, Robot viel im Bereich der Spezialeffekte arbeiten.

## Filmografie
- 2001: Der Herr der Ringe: Die Gefährten (The Lord of the Rings: The Fellowship of the Ring)
- 2003: Der Herr der Ringe: Die Rückkehr des Königs (The Lord of the Rings: The Return of the King)
- 2005: Die Chroniken von Narnia: Der König von Narnia (The Chronicles of Narnia: The Lion, the Witch and the Wardrobe)
- 2008: Die Chroniken von Narnia: Prinz Kaspian von Narnia (The Chronicles of Narnia: Prince Caspian)
- 2010: Die Chroniken von Narnia: Die Reise auf der Morgenröte (The Chronicles of Narnia: The Voyage of the Dawn Treader)
- 2011: Spartacus: Gods of the Arena